# 644 (tal)
644 är det naturliga heltal som följer 643 och följs av 645.

## Matematiska egenskaper
- 644 är ett jämnt tal.
- 644 är ett sammansatt tal.
- 644 är ett glatt tal.
- 644 är ett praktiskt tal.
- 644 är ett Harshadtal.
- 644 är ett Perrintal.
- 644 är ett palindromtal i det ternära talsystemet.

## Inom vetenskapen
- 644 Cosima, en asteroid.